# 郭春美
郭春美（1964年—），高雄人，台灣歌仔戲演員。十三歲起正式加入自家的歌仔戲團。十七歲起挑大梁，成為自家戲班台柱小生。後來受邀至中視演出歌仔戲，曾用藝名郭鳳翎。目前為高雄市鳳山區「春美歌劇團」團長，維持豐沛的表演活動，並致力推動歌仔戲創新。並曾榮獲薪傳獎，高雄文藝獎、傳統藝術金曲獎。

## 出身與學藝
郭春美出生於高雄的歌仔戲世家，一家三代都是戲班成員。
父親郭朝明與母親林錦子在二十多年前共同創立「藝人少女歌劇團」，亦是團裡當家演員。
郭春美自孩童起便粉墨登場，十六歲就在自家戲班扮小生，後來被延攬至中視主演電視歌仔戲《大漢中興》、《義薄雲天》等劇，以風流俊逸、俠骨柔情的逍遙公子「白雲天」一角，風靡全台，吸引了無數觀眾。
1998年，加入「河洛歌子戲團」《賣身作父》的舞台演出，成為繼唐美雲之後的當家小生。正當人氣高漲時，卻因為懷有身孕，而告別了電視演藝生涯。
之後自父母手中接下藝人歌劇團，擔任團長一職，並更積極參與公益與各種示範教學活動。2010年，榮獲第十六屆「全球中華文化藝術薪傳獎」。2012年於台灣上映的電影《龍飛鳳舞》為郭春美首次的電影演出，並入圍第49屆金馬獎最佳新演員獎。2021年，以《雨中戲臺》榮獲第32屆傳統藝術金曲獎「最佳演員獎」。

## 歌仔戲作品
- 1984 -《慈雲太子》 中視
- 1985 -《大漢中興》 中視
- 1985 -《李世民夢遊記》 中視
- 1987 -《義薄雲天》 中視
- 1998 -《賣身做父》 中山堂
- 1999 -《新鳳凰蛋》 社教館
- 1999 -《秋風辭》 國家劇院
- 2000 -《鳳冠夢》 民視
- 2000 -《台灣，我的母親》 國家劇院
- 2000 -《宰相佳人》 歌仔戲匯演-板橋
- 2001 -《彼岸花》 國家劇院
- 2001 -《秦淮煙雨》 公視 葉青歌仔戲
- 2001 -《菜刀柴刀剃頭刀》 台視-新舞臺
- 2001 - 《千古長恨》 台視
- 2001 -《飛賊黑鷹》 歌仔戲匯演-高雄
- 2002 -《三戲正德皇帝》 中視
- 2002 -《私生子》 中視
- 2002 -《太子復仇》 中視
- 2002 -《鴛鴦遺恨》 愛河音樂館露天廣場
- 2002 -《祈願》 台灣新歌劇
- 2003 -《太子回朝》 國家劇院
- 2003 -《十五貫》 公視
- 2003 -《鼠鬥龍爭》 北縣文化局
- 2003 -《恨鎖天倫夢》 台南
- 2004 -《再世情緣》 鳳山國父紀念館
- 2004 -《古鏡奇緣》 歌仔戲製作及發表
- 2005 -《青春美夢》 歌仔戲現代戲（時裝戲）
- 2006 -《幽月》
- 2007 -《蘭陵王》 台北市城市舞台
- 2007 -《巧計奪美》
- 2008 -《將軍寇》 歌仔戲製作及發表-高雄縣鳳山市、臺南市安平區、台北市城市舞台
- 2009 -《周瑜》 台北市新舞臺
- 2010 -《義薄雲天》 台北市城市舞臺
- 2011 -《我的情人是新娘》
- 2012 - 電影《龍飛鳳舞》 飾演  林春梅／莊奇米
- 2012 -《夜王子》飾演  巴萊
- 2013 -《變心》飾演 雲伯雁
- 2014 -《金探子》飾演 金探子
- 2015 -《悍動天下》 飾演 房玄齡
- 2016 -《彼時我在等你》飾演 章世隆／麒麟生
- 2016 -《鐵漢》飾演 馬佳鐵汗
- 2017 -《放逐的愛》飾演 王海鋒
- 2018 -《聶彩霞的心》飾演 甯釆臣
- 2018 -《咫尺天涯》 飾演 君無塵
- 2019 -《兵臨城下》 飾演仲天臨
- 2019 -《甲你攬牢牢》飾演岳雲鶴
- 2020 -《雨中戲臺》飾演月鳳
- 2023 -《最後之舞》

## 電視劇作品
- 1999-民視《台灣奇案》竹山蕃薯伯的女兒飾 阿蘭/阿倌
- 民視《台灣奇案》恭喜發財吉祥如意 飾吉祥

## 《我身騎白馬》
2007年，現代爵士音樂人蘇通達邀請了郭春美與劇團小旦跨刀合作了以傳統歌仔戲七字調、十一字都馬調等加以混音、全新編曲製作的全新專輯《我身騎白馬》，其創新風格獲得傳統歌仔戲界及音樂製作界多數好評。

## 獎項紀錄
| 年份   | 頒獎典禮         | 獎項       | 作品                             | 結果 |
| ------ | ---------------- | ---------- | -------------------------------- | ---- |
| 2012年 | 第49屆金馬獎     | 最佳新演員 | 《龍飛鳳舞》                     | 提名 |
| 2016年 | 第27屆傳藝金曲獎 | 最佳演員獎 | 《青春美夢》                     | 提名 |
| 2017年 | 第28屆傳藝金曲獎 | 最佳演員獎 | 《彼時我在等你》                 | 提名 |
| 2018年 | 第29屆傳藝金曲獎 | 最佳演員獎 | 《放逐的愛》                     | 提名 |
| 2019年 | 第30屆傳藝金曲獎 | 最佳演員獎 | 《聶采霞的心》                   | 提名 |
| 2021年 | 第32屆傳藝金曲獎 | 最佳演員獎 | 《春美歌劇團 金枝演社-雨中戲臺》 | 獲獎 |